# Entente Boulet Rouge SC
Der Entente Boulet Rouge-Riche Mare Rovers, auch bekannt als Entente Boulet Rouge SC, ist ein mauritischer Fußballverein aus der Stadt Centre de Flacq. Aktuell spielt der Verein in der ersten Liga.

## Erfolge
- Mauritischer Zweitligameister: 2016/17, 2018/19

## Stadion
Seine Heimspiele trägt der Verein im Stade Auguste Vollaire in Centre de Flacq aus. Das Stadion hat ein Fassungsvermögen von 4000 Personen.